# Richard Ruffalo
Richard Ruffalo (...) è un ex atleta paralimpico e insegnante statunitense.

## Biografia
Professore di biologia, è diventato cieco all'età di 32 anni. Già dedito allo sport, ai lanci in atletica leggera e al powerlifting, ha proseguito nell'ambito paralimpico, partecipando a cinque edizioni delle Paralimpiadi (1984, 1988, 1992, 1996 e 2000) e a molte altre competizioni mondiali. È vincitore di cinque medaglie paralimpiche, di cui una d'oro nel lancio del disco ai Giochi di Seul 1988.
Le peculiari capacità di Ruffalo si esprimono nell'ambito agonistico come in quello formativo e motivazionale. Nella sua veste di insegnante ha esteso i suoi programmi all'apprendimento dei lanci e allo sviluppo di altre abilità sportive. Per questi meriti è stato ripetutamente premiato, come allenatore, come insegnante e come oratore. Tra i riconoscimenti: è stato eletto miglior allenatore dell'anno e tra i cinque insegnanti più apprezzati e benvoluti dai giovanissimi.
Nel 1994 è entrato a far parte, primo atleta disabile, della National Italian American Sports Hall of Fame.

## Palmarès
| Anno | Manifestazione     | Sede                      | Evento                     | Risultato | Prestazione | Note |
| ---- | ------------------ | ------------------------- | -------------------------- | --------- | ----------- | ---- |
| 1984 | Giochi paralimpici | New York Stoke Mandeville | Lancio del disco B1        | 5º        | 29,22 m     |      |
| 1988 | Giochi paralimpici | Seul                      | Getto del peso B1          | Argento   | 11,49 m     |      |
| 1988 | Giochi paralimpici | Seul                      | Lancio del disco B1        | Oro       | 34,52 m     |      |
| 1988 | Giochi paralimpici | Seul                      | Lancio del giavellotto B1  | 4º        | 39,46 m     |      |
| 1992 | Giochi paralimpici | Barcellona                | Getto del peso B1          | 5º        | 10,82 m     |      |
| 1992 | Giochi paralimpici | Barcellona                | Lancio del disco B1        | Bronzo    | 31,58 m     |      |
| 1992 | Giochi paralimpici | Barcellona                | Lancio del giavellotto B1  | Argento   | 43,00 m     |      |
| 1996 | Giochi paralimpici | Atlanta                   | Lancio del giavellotto F10 | Bronzo    | 39,20 m     |      |
| 2000 | Giochi paralimpici | Sydney                    | Lancio del giavellotto F11 | 4º        | 37,11 m     |      |